# آشکارساز همزمان

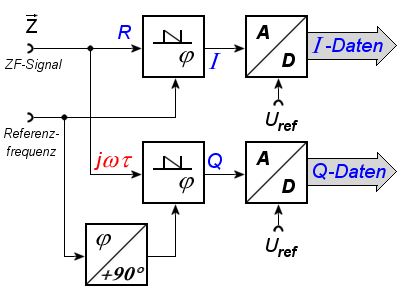
دیاگرام یک آشکارساز همزمان

در الکترونیک، آشکارساز همزمان (به انگلیسی: Synchronous detector) دستگاهی است که اطلاعات یک سیگنال مدوله‌شده را با مخلوط کردن سیگنال با یک همتا از حامل مدوله‌نشده بازیابی می‌کند. این می‌تواند به صورت محلی در گیرنده با استفاده از یک حلقه قفل‌شدهٔ-فاز یا تکنیک‌های دیگر تولید شود. آشکارساز همزمان هرگونه اطلاعات فازی را که دراصل در سیگنال مدوله‌ساز وجود دارد حفظ می‌کند. به استثنای گیرنده‌های سِکام، آشکارساز همزمان جزء ضروری هر گیرنده تلویزیون رنگی آنالوگ است، جایی که امکان بازیابی اطلاعات فازی را که رنگ را منتقل می‌کند، فراهم می‌کند. آشکارسازهای همزمان همچنین در برخی از گیرنده‌های رادیویی موج‌کوتاه که برای سیگنال‌های صوتی استفاده می‌شوند، یافت می‌شوند، جایی که آنها عملکرد بهتری را در سیگنال‌هایی که ممکن است تحت تأثیر محوشدگی قرار گیرند، ارائه می‌دهند. برای بازیابی سیگنال باندپایه از تکنیک آشکارسازی همزمان استفاده می‌شود.